# La Grosse Décharge Ouest
Pour les articles homonymes, voir Grosse Décharge.
La Grosse Décharge Ouest est un affluent de la rive ouest de la partie supérieure de la rivière des Mares, coulant entièrement dans la ville de Baie-Saint-Paul, dans la municipalité régionale de comté (MRC) de Charlevoix, dans la région administrative de la Capitale-Nationale, dans la province de Québec, au Canada.
Cette vallée est surtout desservie par le chemin du Séminaire qui longe le côté sud de ce cours d'eau. La sylviculture constitue la principale activité économique de cette vallée ; les activités récréotouristiques, en second.
La surface de La Grosse Décharge Ouest est généralement gelée du début de décembre jusqu'au début d'avril ; toutefois la circulation sécuritaire sur la glace se fait généralement de la mi-décembre jusqu'à la fin mars. Le niveau de l'eau de la rivière varie selon les saisons et les précipitations ; la crue printanière survient généralement en avril.

## Géographie
La Grosse Décharge Ouest prend sa source à l'embouchure du lac Côté (longueur : 0,17 km ; altitude : 620 m). Ce lac est enclavé entre les montagnes dont un sommet atteint 761 m à 2,1 km au nord-est ; un autre sommet atteint 972 m à 1,74 km au sud-ouest. L'embouchure de ce lac est située à :
- 4,6 km au nord du Lac Croche ;
- 8,5 km au nord-est du cours de la rivière Sainte-Anne ;
- 14,7 km à l'ouest de l'embouchure de la rivière des Mares (confluence avec la rivière du Gouffre) ;
- 17,0 km à l'ouest du centre-ville de Baie-Saint-Paul[1].

À partir de sa source, le cours de La Grosse Décharge Ouest descend de la montagne sur 7,7 km avec une dénivellation de 279 m, selon les segments suivants :
- 1,0 km vers le sud-est en dévalant la montagne dans une vallée encaissée, jusqu'à un ruisseau (venant du sud-ouest) ;
- 1,1 km vers l'est dans une vallée encaissée jusqu'à un coude de rivière ;
- 4,7 km vers l'est dans une vallée encaissée, recueillant deux ruisseaux (venant chacun du sud-ouest), jusqu'à La Grosse Décharge Est (venant du nord-ouest) ;
- 0,9 km vers le nord-est dans une vallée encaissée, jusqu'à son embouchure[1].

La Grosse Décharge Ouest se déverse dans un coude de rivière sur la rive ouest de la rivière des Mares dans Baie-Saint-Paul. Cette embouchure est située à :
- 2,0 km au nord-est de la route forestière ;
- 4,0 km au nord-ouest du centre du village de Saint-Placide-Nord
- 10,8 km à l'ouest du centre-ville de Baie-Saint-Paul ;
- 12,5 km au nord-ouest de la confluence de la rivière du Gouffre et du fleuve Saint-Laurent[1].

À partir de l'embouchure de La Grosse Décharge Ouest, le courant descend sur 11,8 km le cours de la rivière des Mares ; puis sur 7,8 km avec une dénivellation de 15 m en suivant le cours de la rivière du Gouffre laquelle se déverse à Baie-Saint-Paul dans le fleuve Saint-Laurent.

## Toponymie
Cette désignation toponymique parait sur la carte « Domaine forestier du Séminaire de Québec », 1955-01.[réf. nécessaire]
Le toponyme « La Grosse Décharge Ouest» a été officialisé le 25 mars 1997 à la Banque des noms de lieux de la Commission de toponymie du Québec.